# Frecuencia Mod
Frecuencia Mod fue un trío de música disco pop chileno fundado en Santiago en 1970 y conformado por las hermanas Dolores, Patricia y Soledad García, que ubicó en radios al menos tres temas de enorme popularidad: «Cállate (Ya no me mientas)», «Duele, duele» y «Yo soy una dama».
Las hermanas García utilizaron sus cuidadas armonías vocales y prolijos arreglos, marcando un sonido que aun suena elegante, muy por encima de similares esfuerzos bailables de la época. Aunque en su momento Frecuencia Mod defendió una música de aparente evasión, es imposible no reconocer su valor pionero para el pop latino de alta factura.

## Historia

### Proyecto familiar
Frecuencia Mod partió como un proyecto familiar y adolescente, con las cuatro hermanas García (Macarena se retiró al poco tiempo) ensayando en el cuarto de estar familiar bajo las órdenes de su padre, un inmigrante español que asumió como su mánager y que no tuvo problemas en impulsar la carrera musical de sus hijas cuando éstas aún no terminaban el colegio. Su primer nombre fue Las Incógnitas («por lo desconocidas», según ellas), y reforzaban el concepto presentándose bajo antifaces.
Sus recitales destacaban la férrea organización escénica, que incluyó siempre pasos de baile y armonización vocal; quermeses y festivales de colegio fueron sus primeras vitrinas, que al poco tiempo se ampliaron con giras musicales a provincia. Las chicas recibieron lecciones de baile de Paco Mairena, y acordaban entre ellas tenidas llamativas, deudoras de la provocadora onda disco neoyorquina, de la que, a mediados de los años setenta, poco a poco iba sabiéndose en Chile.
Su padre y mánager falleció justo cuando el grupo apuntaba a una más certera promoción masiva. Los consejos de un nuevo asesor les hicieron cambiar su nombre a Frecuencia Mod. Ya sin el ojo paterno encima, el trío se atrevió, además, a explotar su sensualidad femenina, desatando incluso cierto escándalo por sus escotes, peinados y canciones de inequívoca intención sexual. Sus dos primeros sencillos aparecieron bajo la discográfica IRT: «No te fíes de la rosa» (1971, composición de Carlos Alegría y Juan Carlos Gil), y «La lluvia, tú y yo» (1972, de Luis Poncho Venegas).

### Los éxitos
Sus éxitos comenzarían a acumularse luego de la publicación de Show Rock en 1973 —su álbum debut con ingenuos estándares del pop estadounidense— y el cuidado puesto en una seguidilla de brillantes singles de baile. «Duele, duele», por ejemplo, era una canción provocadora e hipnótica, sin una letra abiertamente erótica, pero adornada por susurros y gemidos, tal como entonces los imponía Donna Summer en éxitos disco como «Love to Love You Baby». También destacaron con «Yo soy una dama» (traducción del «Sorry, I’m a Lady», del dúo español Baccara). De esa forma, Frecuencia Mod supo ajustar con medida y buen gusto la carga de hedonismo y liberación que siempre estuvo en la esencia de la onda disco y su breve, pero influyente, reinado en la cultura nocturna occidental.
Su repertorio recubrió del mismo barniz bailable composiciones chilenas de gente como Luis Poncho Venegas («Te estás quedando solo»), casi siempre con la asesoría en estudio del ingeniero Franz Benko y del prestigiado arreglista Guillermo Rifo. La posible fugacidad de sus grabaciones queda desmentida cuando en algunos de estos temas se escucha una orquesta completa de cuerdas, e ideas sorprendentes como el charango al principio de «Cállate (Ya no me mientas)». Según Rifo, las hermanas García acostumbraban reservar cinco horas diarias para ensayos.
Se presentaron en el Festival de la Canción de Viña del Mar de 1978.

### El abandono del pop
Tal era el éxito y las buenas perspectivas del grupo en Chile, que la discográfica RCA Víctor financió a partir de 1978 una estadía promocional del trío en Alemania. Las hermanas García vivieron en Europa una paulatina transformación de la que quedan curiosos registros en vídeo, en los que el grupo abraza un poco feliz intento de fusión de disco y folclore hispanoamericano, con ellas mismas a cargo de castañuelas y zampoñas. «Pasamos de productor en productor», contaría más tarde Dolores. «Con nosotras probaron rock, disco, pop, estilo ABBA y canciones tradicionales. Era muy difícil captar el mercado. Cantábamos en inglés y la gente, que sabía que éramos chilenas, nos pedía “La bamba”, porque decía que veníamos de un país con sol y palmeras».
Si en Europa su concepto confundía, en Chile su público resintió el cambio. Según una nota de El Mercurio de la época, «las chicas de Frecuencia Mod volvieron a Chile convertidas en punk y cantando en inglés». Más tarde, Soledad le diría a ese diario que el abandono del pop bailable «... fue un error. Al público le chocó el cambio de imagen. Se pensó que había un problema de identidad y en realidad no era eso. Quisimos mostrar lo que estaba de moda afuera, pero era algo visual. Nuestras armonías eran las mismas».

### El fin de Frecuencia Mod
Incómodas con la promoción y molestas por la falta de dedicación del sello, el trío decidió terminar su contrato con la discográfica. Las hermanas, para entonces casadas con ciudadanos alemanes, decidieron establecerse en Europa y bajar el ritmo de su actividad musical. El grupo se disolvió naturalmente a mediados de los años ochenta, aunque hubo puntuales actuaciones posteriores. Patricia volvería más tarde a cafés concierto, presentándose como Patricia Salas y grabando una serie de discos solistas en Alemania. Dolores y Soledad se presentaron en cruceros y galas bajo el nombre Frecuencia Mod, aunque como dúo y en ocasiones contadas. 
La muerte de su hermana Macarena las trajo fugazmente de regreso al país en 1995. Y aunque entonces le anunciaron a El Mercurio su interés por publicar un nuevo álbum, lo único que se supo al respecto fue un disco grabado en Cuba (Sentidos próximos, 1994) solo por Soledad y Dolores, junto a dos músicos locales, pero firmado como Frecuencia Mod.

### Actualidad y legado
Las tres hermanas García residen hoy en Europa, desde donde realizan muy esporádicas visitas a Chile y mantienen una vida alejada de su antiguo éxito musical. Lola y Patricia, viven en Alemania, mientras que Soledad en España. De vez en cuando aparecen en espacios televisivos del tipo Patiperros o Qué fue de…. 
Pese a la distancia, no hay duda del arraigo popular de sus canciones en Chile. La incorporación del tema «Cállate (Ya no me mientas)» a la banda sonora de la película chilena Tony Manero (Pablo Larraín, 2008) reavivó el interés masivo por este trío pionero en el pop latinoamericano. En la misma película también se puede escuchar una parte del tema «¿Qué clase de hombre eres?».
En 2013, la canción «Duele, duele» formó parte de la banda sonora de otra película chilena, Gloria.

## Discografía

### Álbumes de estudio
- 1973 - Show Rock
- 1978 - Frecuencia Mod
- 1981 - Frecuencia Mod
- 1994 - Sentidos próximos

### Álbumes en directo
- 1983 - Songs aus Lateinamerika

### Sencillos
- 1971 - «No te fíes de la rosa»
- 1972 - «La lluvia, tú y yo»
- 1978 - «Duele, duele»
- 1978 - «Yo soy una dama»